# Ioannina
Ioannina (tiếng Hy Lạp: Ιωάννινα, [ʝoˈanina], thường là Γιάννενα, phát âm tiếng Hy Lạp: [ˈʝanena]) là thành phố lớn nhất của Epirus, phía tây bắc Hy Lạp, với một dân số đô thị khoảng 140.000 người. Nó nằm ở độ cao khoảng 500 mét trên mực nước biển, trên bờ phía tây của hồ Pamvotis (Παμβώτις). Đây là thủ phủ của Ioannina và của Epirus. Ioannina nằm 450 km về phía tây bắc Athena và 290 km về phía tây nam của Thessaloniki 80 km về phía đông cảng Igoumenitsa ở biển Ionia.
Được thành lập bởi hoàng đế Byzantine Justinia trong thế kỷ thứ 6, Ioannina phát triển rực rỡ sau cuộc Thập Tự Chinh thứ tư, khi nhiều gia đình giàu có Byzantine chạy trốn trong những năm đầu thế kỷ 13 sau khi Constantinopolis thất thủ. Đó là thủ đô của Despotate của Epirus 1358-1416, trước khi từ bỏ các Ottoman trong 1430. Giữa 1430 và 1868, thành phố là trung tâm hành chính của Pashalik của Yanina. Trong giai đoạn giữa thế kỷ 16 và 19, thành phố là một trung tâm lớn của Khai sáng Hy Lạp hiện đại Ioannina tham gia Hy Lạp vào năm 1913 sau các cuộc chiến tranh Balkan.
Thành phố có cả một bệnh viện đa khoa và một bệnh viện đại học và có trụ sở Đại học Ioannina (tọa lạc 5 km về phía nam thành phố với 17 khoa và 20.000 sinh viên) cũng như một số sở của viện công nghệ Epirus, trụ sở đặt tại Arta.
Biểu tượng của thành phố bao gồm các bức chân dung của các hoàng đế Byzantine Justinian trao vương miện bởi một mô tả cách điệu của nhà hát cổ gần đó Dodona.

## Khí hậu
| Dữ liệu khí hậu của Ioannina (1961–1990) | Dữ liệu khí hậu của Ioannina (1961–1990) | Dữ liệu khí hậu của Ioannina (1961–1990) | Dữ liệu khí hậu của Ioannina (1961–1990) | Dữ liệu khí hậu của Ioannina (1961–1990) | Dữ liệu khí hậu của Ioannina (1961–1990) | Dữ liệu khí hậu của Ioannina (1961–1990) | Dữ liệu khí hậu của Ioannina (1961–1990) | Dữ liệu khí hậu của Ioannina (1961–1990) | Dữ liệu khí hậu của Ioannina (1961–1990) | Dữ liệu khí hậu của Ioannina (1961–1990) | Dữ liệu khí hậu của Ioannina (1961–1990) | Dữ liệu khí hậu của Ioannina (1961–1990) | Dữ liệu khí hậu của Ioannina (1961–1990) |
| Tháng                                    | 1                                        | 2                                        | 3                                        | 4                                        | 5                                        | 6                                        | 7                                        | 8                                        | 9                                        | 10                                       | 11                                       | 12                                       | Năm                                      |
| ---------------------------------------- | ---------------------------------------- | ---------------------------------------- | ---------------------------------------- | ---------------------------------------- | ---------------------------------------- | ---------------------------------------- | ---------------------------------------- | ---------------------------------------- | ---------------------------------------- | ---------------------------------------- | ---------------------------------------- | ---------------------------------------- | ---------------------------------------- |
| Cao kỉ lục °C (°F)                       | 20.0 (68.0)                              | 23.6 (74.5)                              | 25.2 (77.4)                              | 28.2 (82.8)                              | 34.2 (93.6)                              | 38.8 (101.8)                             | 42.4 (108.3)                             | 39.8 (103.6)                             | 36.8 (98.2)                              | 32.2 (90.0)                              | 24.4 (75.9)                              | 18.8 (65.8)                              | 42.4 (108.3)                             |
| Trung bình ngày tối đa °C (°F)           | 8.2 (46.8)                               | 9.6 (49.3)                               | 12.6 (54.7)                              | 17.0 (62.6)                              | 22.2 (72.0)                              | 26.5 (79.7)                              | 29.9 (85.8)                              | 29.7 (85.5)                              | 25.0 (77.0)                              | 19.3 (66.7)                              | 13.7 (56.7)                              | 9.3 (48.7)                               | 18.6 (65.5)                              |
| Trung bình ngày °C (°F)                  | 4.6 (40.3)                               | 6.1 (43.0)                               | 8.9 (48.0)                               | 12.6 (54.7)                              | 17.4 (63.3)                              | 21.7 (71.1)                              | 24.8 (76.6)                              | 24.2 (75.6)                              | 20.3 (68.5)                              | 14.9 (58.8)                              | 9.7 (49.5)                               | 5.8 (42.4)                               | 14.2 (57.6)                              |
| Tối thiểu trung bình ngày °C (°F)        | 0.2 (32.4)                               | 1.2 (34.2)                               | 3.3 (37.9)                               | 6.0 (42.8)                               | 9.5 (49.1)                               | 12.7 (54.9)                              | 14.8 (58.6)                              | 14.9 (58.8)                              | 12.3 (54.1)                              | 8.5 (47.3)                               | 4.7 (40.5)                               | 1.6 (34.9)                               | 7.5 (45.5)                               |
| Thấp kỉ lục °C (°F)                      | −13.0 (8.6)                              | −10.2 (13.6)                             | −8.2 (17.2)                              | −2.6 (27.3)                              | 0.6 (33.1)                               | 5.4 (41.7)                               | 7.4 (45.3)                               | 7.0 (44.6)                               | 3.0 (37.4)                               | −3.0 (26.6)                              | −8.4 (16.9)                              | −9.6 (14.7)                              | −13.0 (8.6)                              |
| Lượng Giáng thủy trung bình mm (inches)  | 130.3 (5.13)                             | 115.5 (4.55)                             | 98.2 (3.87)                              | 76.0 (2.99)                              | 66.9 (2.63)                              | 46.8 (1.84)                              | 28.5 (1.12)                              | 28.4 (1.12)                              | 54.9 (2.16)                              | 95.5 (3.76)                              | 164.5 (6.48)                             | 172.3 (6.78)                             | 1.077,8 (42.43)                          |
| Số ngày giáng thủy trung bình (≥ 1.0 mm) | 10.2                                     | 9.9                                      | 9.6                                      | 8.9                                      | 8.8                                      | 5.7                                      | 3.4                                      | 3.4                                      | 4.6                                      | 7.4                                      | 11.2                                     | 12.5                                     | 95.6                                     |
| Độ ẩm tương đối trung bình (%)           | 77.6                                     | 74.3                                     | 70.2                                     | 68.2                                     | 66.3                                     | 60.3                                     | 53.0                                     | 55.3                                     | 63.7                                     | 71.5                                     | 79.9                                     | 81.8                                     | 68.5                                     |
| Nguồn: NOAA                              |                                          |                                          |                                          |                                          |                                          |                                          |                                          |                                          |                                          |                                          |                                          |                                          |                                          |